# Aleksander Kamiński
Aleksander Kamiński (28 de enero de 1903, Varsovia-15 de marzo de 1978, Varsovia) fue un educador, activista del harcería, y escritor, nombrado Justo entre las Naciones.

## Biografía
Nació en Varsovia en la familia de un farmacéutico. En 1905 su familia se trasladó a Kiev, donde se graduó de la escuela rusa de cuatro años, en 1914 se trasladó con su familia a Rostov-on-Don, y en 1916 - a Uman, donde en conexión con la muerte de su padre se vio obligado a trabajar en un empleado de banca. En 1918 comenzó a estudiar en la escuela polaca Uman, se convirtió en el primer miembro del equipo masculino de exploradores Tadeusz Kosciuszko.
En marzo de 1921, se fue a Polonia y continuó sus estudios en la Escuela de Varsovia, donde se graduó en 1922, y luego estudió historia en la Universidad de Varsovia, en enero de 1928 recibió un título de maestría. Durante sus estudios trabajó como profesor ayudante, el comandante del albergue. Desde 1929 trabajó como profesor de historia en un gimnasio en Varsovia, así como en la Asociación de Scouts y Guiding polaca, ha desarrollado un trabajo scout técnica con los niños en edad escolar primaria, escribí una novela sobre los exploradores, «Antek Tsvanyak» (1932).
Después de la ocupación alemana de Polonia en 1939, organizó un orfanato para niños huérfanos durante el asedio de Varsovia. Desde octubre de 1939 participó en la clandestinidad antinazi, fue editor de la publicación clandestina «Information Bulletin», donde se publicó bajo el seudónimo de «Hubert», trabajó en la Oficina de Información y Abogacía y Contraespionaje del Armia Krajowa, en 1944, bajo el seudónimo de «Juliusz Górecki» publicó la novela "Piedras para el terraplén". Mantuvo contactos con trabajadores judíos clandestinos en el gueto de Varsovia. Después de la derrota de la sublevación de Varsovia cesado los trabajos subterráneos en octubre de 1944.
A partir de mayo de 1945 fue profesor de pedagogía en la Universidad de Lodz, en 1947 recibió su doctorado, participaron en el movimiento scout, pero en 1950 fue expulsado de la Universidad por razones ideológicas, y hasta 1956 estuvo bajo la supervisión de los órganos de seguridad del Estado. Sin embargo, en los años 1956-1958 llevado al escultismo polaco y guiar Asociación Polonia.
En 1958 volvió a trabajar en la Universidad de Lodz, donde desde 1962 dirigió el departamento de pedagogía social, y se convirtió en profesor en 1969.
Después de retirarse en 1972, regresó a Varsovia, donde murió. Fue enterrado en un cementerio militar en Varsovia.

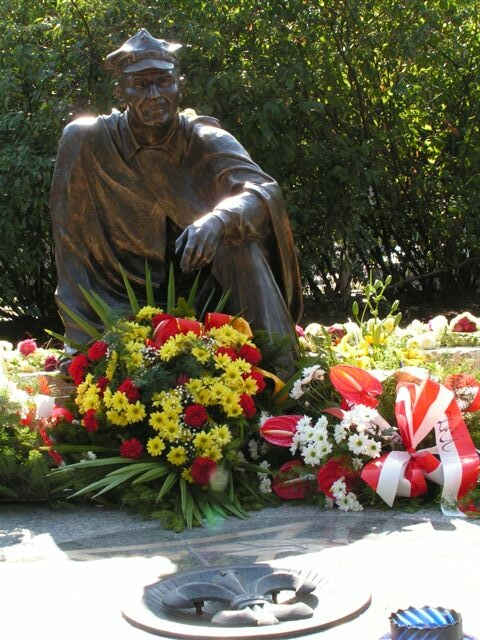
El monumento a A. Kamiński en Lodz

## Memoria
En 1991, Yad Vashem otorgó póstumamente a Kamiński el título de «Justos en el mundo»
 en 2008, Kamiński fue galardonado póstumamente con la Orden del Renacimiento de Polonia.

## Libros
- Antek Cwaniak (1932)
- Książka wodza zuchów (1933)
- Andrzej Małkowski (1934)
- Krąg rady (1935)
- Wielka Gra (1942)
- Przodownik. Podręcznik dla kierowników oddziałów Zawiszy (wyd. I, cz. 1-2, grudzień 1942, wyd. II w 1943, wyd. III w 1944)
- Kamienie na szaniec (10 wydań, I w 1944 i II w 1945, pod pseudonimem Juliusz Górecki) ISBN 83-10-10505-3
- Narodziny dzielności (1947)
- Jaćwież (1953)
- Zośka i Parasol